# Düzağaç, Sinanpaşa
Düzağaç là một thị trấn thuộc huyện Sinanpaşa, tỉnh Afyonkarahisar, Thổ Nhĩ Kỳ. Dân số thời điểm năm 2011 là 2.316 người.